# انرژی شیمیایی
انرژی شیمیایی (به انگلیسی: Chemical energy) انرژی موجود در مواد شیمیایی (اتم‌ها، مولکول‌ها، مواد غذایی و سوخت‌ها) است و به آن انرژی ذخیره‌ای نیز می‌گویند که برای آزادشدن نیاز به واکنش شیمیایی بین مواد دارند.
مانند:
1. سوخت (بنزین) درون باک اتومبیل که انرژی شیمیایی را به انرژی جنبشی تبدیل می‌نماید.
2. هیزم (ماده سوختنی) هنگام سوختن انرژی شیمیایی را به انرژی گرمایی و نورانی تبدیل می‌کند.
3. رادیو، انرژی الکتریکی را به انرژی صوتی و گرمایی تبدیل می‌نماید.

فرمول محاسبه انرژی شیمیایی به صورت زیر است:
شکست در تجزیه (خطای نحوی): {\displaystyle E=e.mددپپدپ}

که در آن e انرژی واحد جرم ماده و m جرم ماده است.

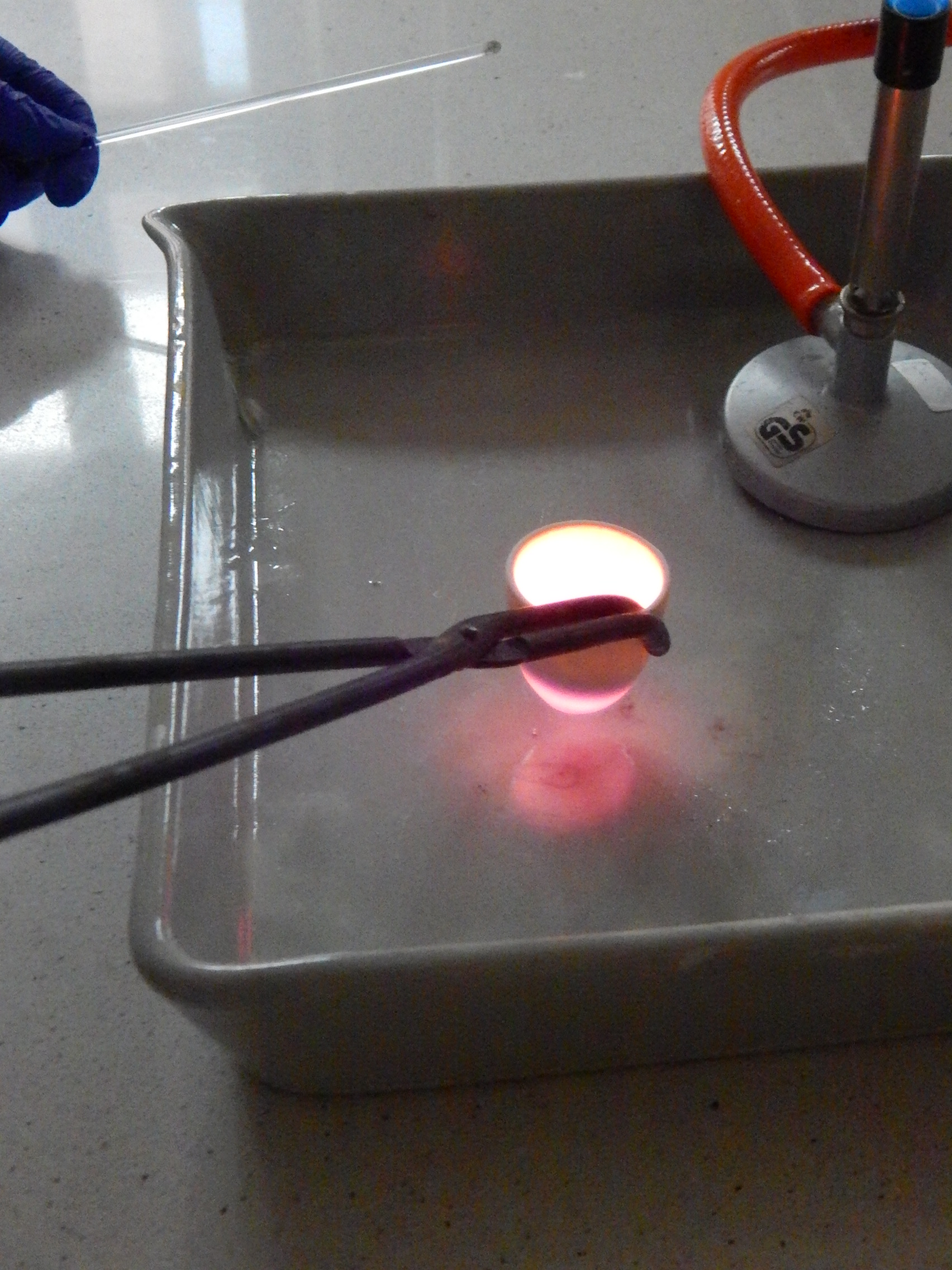
نمونه‌ای از انرژی شیمیایی؛ احتراق عنصر منیزیم در هوا. این احتراق، یک‌واکنش بسیار پرانرژی است. نور درخشان حاصل از آن، می‌تواند کور کننده باشد. احتراق کنترل‌شده اثر تولید «انرژی شیمیایی» خالص را ایجاد می‌کند.